# 浜 (大阪市)
浜（はま）は、大阪府大阪市鶴見区にある町名。現行行政地名は浜一丁目から浜五丁目。

## 地理
鶴見区の北東部に位置し、東に安田、西と南に諸口、四丁目の北と五丁目の東に焼野、四丁目の北東に門真市、五丁目の北に守口市と接している。

### 河川
- 古川

## 世帯数と人口
2019年（令和元年）9月30日現在の世帯数と人口は以下の通りである。
| 丁目     | 世帯数    | 人口    |
| -------- | --------- | ------- |
| 浜一丁目 | 0世帯     | 0人     |
| 浜二丁目 | 915世帯   | 2,489人 |
| 浜三丁目 | 922世帯   | 2,205人 |
| 浜四丁目 | 753世帯   | 1,850人 |
| 浜五丁目 | 375世帯   | 813人   |
| 計       | 2,965世帯 | 7,357人 |

### 人口の変遷
国勢調査による人口の推移。
| 1995年（平成7年）  | 4,548人 | [ 5 ] |  |
| 2000年（平成12年） | 6,219人 | [ 6 ] |  |
| 2005年（平成17年） | 6,324人 | [ 7 ] |  |
| 2010年（平成22年） | 7,151人 | [ 8 ] |  |
| 2015年（平成27年） | 7,555人 | [ 9 ] |  |

### 世帯数の変遷
国勢調査による世帯数の推移。
| 1995年（平成7年）  | 1,644世帯 | [ 5 ] |  |
| 2000年（平成12年） | 2,267世帯 | [ 6 ] |  |
| 2005年（平成17年） | 2,389世帯 | [ 7 ] |  |
| 2010年（平成22年） | 2,667世帯 | [ 8 ] |  |
| 2015年（平成27年） | 2,816世帯 | [ 9 ] |  |

## 学区
市立小・中学校に通う場合、学区は以下の通りとなる。なお、小学校・中学校入学時に学校選択制度を導入しており、通学区域以外に鶴見区にある小学校・中学校から選択することも可能。
| 丁目     | 番                 | 小学校               | 中学校               |
| -------- | ------------------ | -------------------- | -------------------- |
| 浜一丁目 | 全域               | 大阪市立茨田北小学校 | 大阪市立茨田北中学校 |
| 浜二丁目 | 3番11～42号 4～5番 | 大阪市立焼野小学校   | 大阪市立茨田北中学校 |
| 浜二丁目 | その他             | 大阪市立茨田北小学校 | 大阪市立茨田北中学校 |
| 浜三丁目 | 全域               | 大阪市立茨田北小学校 | 大阪市立茨田北中学校 |
| 浜四丁目 | 全域               | 大阪市立茨田北小学校 | 大阪市立茨田北中学校 |
| 浜五丁目 | 全域               | 大阪市立焼野小学校   | 大阪市立茨田北中学校 |

## 事業所
2016年（平成28年）現在の経済センサス調査による事業所数と従業員数は以下の通りである。
| 丁目     | 事業所数  | 従業員数 |
| -------- | --------- | -------- |
| 浜一丁目 | 3事業所   | 24人     |
| 浜二丁目 | 36事業所  | 485人    |
| 浜三丁目 | 80事業所  | 379人    |
| 浜四丁目 | 63事業所  | 547人    |
| 浜五丁目 | 33事業所  | 468人    |
| 計       | 215事業所 | 1,903人  |

## 交通
- 大阪府道2号大阪中央環状線

## 施設
- 鶴見緑地球技場
- 大阪市立茨田北小学校
- 鶴見浜郵便局
- 鶴見浜五郵便局

## その他

### 日本郵便
- 〒538-0035[3]（集配局：大阪城東郵便局[13]）